# Piotr Gordon
Piotr Gordon herbu Bydant – sędzia pograniczny województwa czernihowskiego  w 1752 roku, sędzia żydowski województwa krakowskiego w 1746 roku, superintendent ceł prowincji małopolskiej w 1730 roku.